# Diocesi di Lolo
La diocesi di Lolo (in latino: Dioecesis Loloënsis) è una sede della Chiesa cattolica nella Repubblica Democratica del Congo suffraganea dell'arcidiocesi di Mbandaka-Bikoro. Nel 2021 contava 223.000 battezzati su 268.300 abitanti. È retta dal vescovo Jean-Bertin Nadonye Ndongo, O.F.M.Cap.

## Territorio
La diocesi è situata nelle province di Tshopo, Mongala e Basso Uele e comprende i territori di Basoko, Bumba e Aketi.
Sede vescovile è la città di Bumba, dove si trova la cattedrale di San Giovanni Battista.
Il territorio è suddiviso in 10 parrocchie.

## Storia
La prefettura apostolica di Lolo fu eretta il 22 febbraio 1937 con la bolla Quo facilius di papa Pio XI, ricavandone il territorio dal vicariato apostolico di Buta (oggi diocesi).
Il 2 luglio 1962 la prefettura apostolica è stata elevata a diocesi con la bolla Ut singula di papa Giovanni XXIII.

## Cronotassi dei vescovi
Si omettono i periodi di sede vacante non superiori ai 2 anni o non storicamente accertati.
- Giacomo Jacobs, O.Praem. † (1937 - 1948 deceduto)
- Joseph Ignace Waterschoot, O.Praem. † (21 novembre 1949 - 28 agosto 1987 ritirato)
- Ferdinand Maemba Liwoke (28 agosto 1987 - 29 gennaio 2015 ritirato)
- Jean-Bertin Nadonye Ndongo, O.F.M.Cap., dal 29 gennaio 2015

## Statistiche
La diocesi nel 2021 su una popolazione di 268.300 persone contava 223.000 battezzati, corrispondenti all'83,1% del totale.
| anno | popolazione | popolazione | popolazione | presbiteri | presbiteri | presbiteri | presbiteri                | diaconi | religiosi | religiosi | parrocchie |
| anno | battezzati  | totale      | %           | numero     | secolari   | regolari   | battezzati per presbitero | diaconi | uomini    | donne     | parrocchie |
| ---- | ----------- | ----------- | ----------- | ---------- | ---------- | ---------- | ------------------------- | ------- | --------- | --------- | ---------- |
| 1950 | 16.727      | 45.000      | 37,2        | 16         |            | 16         | 1.045                     |         |           | 12        | 5          |
| 1970 | 36.000      | 80.000      | 45,0        | 17         | 2          | 15         | 2.117                     |         | 22        | 19        | 12         |
| 1980 | 44.250      | 90.000      | 49,2        | 13         | 5          | 8          | 3.403                     |         | 11        | 23        | 9          |
| 1990 | 57.591      | 110.000     | 52,4        | 20         | 18         | 2          | 2.879                     |         | 3         | 18        | 8          |
| 1999 | 75.913      | 150.000     | 50,6        | 14         | 14         |            | 5.422                     |         |           | 4         | 9          |
| 2000 | 75.000      | 150.000     | 50,0        | 15         | 15         |            | 5.000                     |         |           | 4         | 9          |
| 2001 | 77.000      | 150.000     | 51,3        | 15         | 15         |            | 5.133                     |         |           | 6         | 9          |
| 2002 | 78.239      | 154.000     | 50,8        | 13         | 13         |            | 6.018                     |         |           | 7         | 9          |
| 2003 | 78.250      | 155.000     | 50,5        | 17         | 17         |            | 4.602                     |         |           | 7         | 9          |
| 2004 | 79.239      | 157.000     | 50,5        | 14         | 14         |            | 5.659                     |         |           | 3         | 9          |
| 2013 | 125.000     | 212.000     | 59,0        | 20         | 18         | 2          | 6.250                     |         | 3         | 24        | 9          |
| 2016 | 190.540     | 229.244     | 83,1        | 19         | 17         | 2          | 10.028                    |         | 2         | 28        | 10         |
| 2019 | 209.430     | 251.960     | 83,1        | 19         | 17         | 2          | 11.022                    |         | 2         | 29        | 10         |
| 2021 | 223.000     | 268.300     | 83,1        | 30         | 27         | 3          | 7.433                     |         | 3         | 22        | 10         |